# 시카고 워터 타워

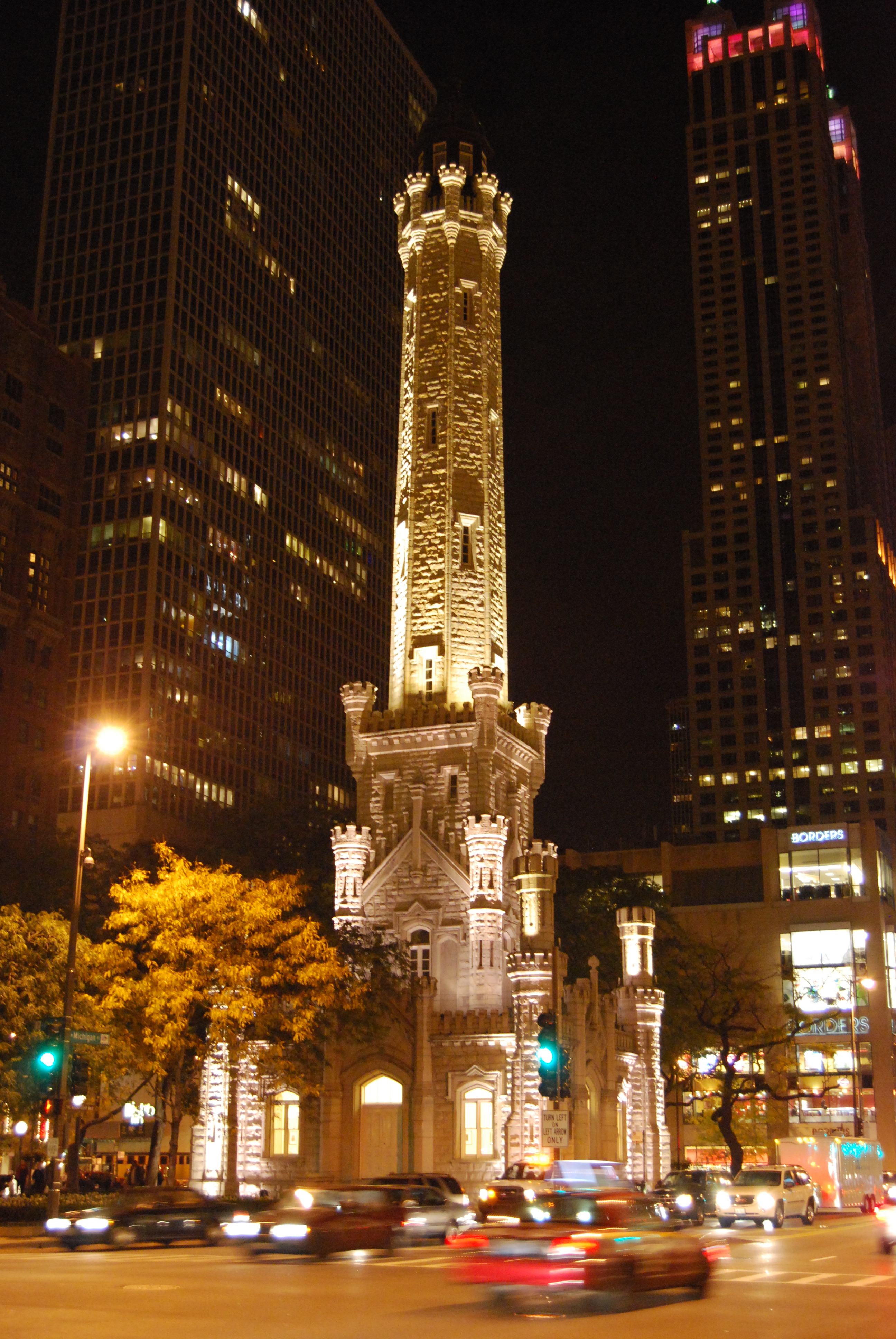
밤의 시카고 워터 타워 (2008년)

시카고 워터 타워(영어: Chicago Water Tower)는 미국 일리노이주 시카고에 있는 역사적인 건물이다. 시카고 다운타운 북쪽의 니어노스사이드 지역 매그니피센트 마일에 위치한다. 켄터키주 루이빌에 있는 루이빌 워터 타워에 이어 미국에서 2번째로 오래된 급수탑이다.
건물의 일부는 갤러리로 시티 갤러리 엣 더 히스토릭 워터 타워(City Gallery in the Historic Water Tower)라는 이름으로 운영되고 있다.
1871년 시카고 대화재 이후 유명해진 건물로, 시카고 대화재로 불타 남은 유일한 건축물로 오해받을 수 있지만, 워터 타워 이외에도 타지 않은 건물도 있었다. 정확하게는 시카고 대화재로 남은 유일한 공공 건축물이다.